# Konkretno
Konkretno je bila slovenska politična stranka, ki je nastala z združitvijo Stranke modernega centra (SMC) in Gospodarsko aktivne stranke (GAS). Združitveni kongres je potekal 4. decembra 2021 na Celjskem sejmu. Predsednik stranke je bil do junija 2023 Zdravko Počivalšek, nasledil ga je Janez Demšar.
3. julija 2025 se je stranka združila z Demokrati., ki jo vodi nekdanji poslanec SDS Anže Logar. Po napovedi slednjega je bil dotedanji predsednik Konkretno Janez Demšar imenovan za podpredsednika Demokratov.

## Zgodovina

### Ustanovitev
Zdravko Počivalšek je leta 2019 ob prevzemu Stranke modernega centra napovedal konsolidacijo stranke. Na kongresu, ki ga je SMC imela 16. septembra 2021 v Celju, je Počivalšek napovedal združitev z Gospodarsko aktivno stranko (GAS), ki jo je vodil predsednik Državnega sveta Republike Slovenije Alojz Kovšca. Delegati so združitev podprli, napovedali pa so sodelovanje s še drugimi manjšimi strankami in lokalnimi listami. Gospodarsko aktivna stranka je o združevanju odločala novembra 2021 in združitev podprla.
Združitveni kongres se je zgodil 4. decembra 2021 v Celju, stranka pa si je nadela novo ime – Konkretno. Za predsednika je bil izvoljen Počivalšek, podpredsednik pa je postal Alojz Kovšca. Stranka SMC je imela ob združitvi v parlamentu pet poslancev, ki so še naprej delovali kot poslanska skupina Stranke modernega centra. 
Stranka se je ob ustanovitvi predstavila kot pravna naslednica Stranke modernega centra in ob tem na socialnih omrežjih sporočila, da gre za članico Združenja evropskih liberalcev in demokratov (ALDE). Dva tedna kasneje se je svet evropske liberalne stranke na zasedanju v Rimu seznanil z združitvijo strank SMC in GAS v skupno stranko, ki pa je ni prepoznal kot pravno naslednico SMC. Ob tem je ugotovil, da je stranki SMC s prenehanjem obstoja prenehalo tudi članstvo v ALDE, stranka Konkretno pa bi morala za morebitno priključitev tej politični zvezi posebej zaprositi.

### Državnozborske volitve 2022
Na volitvah v Državni zbor leta 2022 je stranka nastopila kot članica koalicije Povežimo Slovenijo skupaj s še štirimi strankami. Skupni listi ni uspelo prestopiti parlamentarnega praga, dobili so 3,41 % oziroma 40.612 glasov.

### Novo vodstvo
26. junija 2023 je stranka izpeljala izredni kongres stranke. Zaradi slabega rezultata na volitvah sta odstopila predsednik Počivalšek in podpredsednik Kovšca. Za novega predsednika je bil izvoljen Janez Demšar.

### Pripojitev
17. junija 2025 je bilo na skupni tiskovni konferenci oznanjeno, da se bo stranka Konkretno priključila stranki Demokrati. Anžeta Logarja. Predsednik Demšar je združitev označil za pomemben trenutek povezovanja političnih sil, spojitveni kongres pa je potekal 3. julija 2025.

## Ideologija
Stranka se je opisala kot liberalna, ki zagovarja politično povezovanje in sodelovanje. Zagovarjajo pravični ekonomski razvoj in gospodarstvo, ki je temelj za ostale družbene sisteme.

## Seznam predsednikov
- Zdravko Počivalšek; 4. december 2021–22. junij 2023
- Janez Demšar; 22. junij 2023–3. julij 2025